# Goslar
Goslar (phát âm tiếng Đức: [ˈɡɔslaʁ]) là một thị xã lịch sử nằm ở bang Hạ Sachsen, Đức. Đây là trung tâm hành chính của Goslar, trên sườn tây bắc dãy núi Harz. Phổ cổ của Goslar và các mỏ ở Rammelsberg được UNESCO công nhận là Di sản thế giới từ năm 1992. Mỗi năm, Goslar lại trao Giải Hoàng đế Goslar dành cho một nghệ sĩ quốc tế xuất sắc về nghệ thuật đương đại, được coi là Giải Nobel của thế giới nghệ thuật.

## Địa lý
Goslar nằm ở trung tâm nửa trên của nước Đức, cách 40 kilômét (25 dặm) về phía nam của Braunschweig và cách 70 km (43 mi) về phía đông nam thành phố thủ phủ bang Hanover. Schalke là ngọn núi cao nhất trong thị xã với 762 mét (2.500 foot) trong khi điểm thấp nhất là tại sông Oker với 175 m (574 ft). Về mặt địa lý, Goslar tạo thành ranh giới giữa vùng tự nhiên Hildesheim Börde, một phần của Đồng bằng Bắc Đức và dãy Harz, là phần mở rộng cao nhất của vùng cao Trung Đức. Hildesheim Börde được đặc trưng là vùng đồng bằng với nhiều đất sét, nên trong nông nghiệp nó được sử dụng để trồng củ cải đường xen kẽ với một số dãy đồi thường được gọi là rừng Hildesheim và các đồi Salzgitter. Ở phía đông bắc, rừng Harly trải dài xuống đến sông Oker, còn ở phía đông, Goslar tiếp giáp với tiểu bang Sachsen-Anhalt.
Ngay về phía nam, dãy núi Harz vươn lên trên khu vực lịch sử ở độ cao 636 m (2.087 ft) tại Rammelsberg. Cảnh quan chiếm ưu thế bởi cánh rừng mở. Các con sông chính băng qua địa giới Goslar là sông Oker với các phụ lưu của nó là sông Gose, Abzucht, Radau. Sông Gose bắt nguồn từ khu vực cách 9 kilômét (6 dặm) về phía tây nam Goslar tại đèo Auerhahn cao 638 m (2.093 ft), về phía đông của Bocksberg. Ở chân phía bắc của Herzberg, nó hợp lưu với dòng suối nhỏ Abzucht trước khi đổ ra sông Oker. Các suối Dörpke và Gelmke cũng chảy từ chân núi Harz về phía nam vào khu vực Goslar, nơi chúng đổ vào Abzucht.

### Thành phố lân cận
Theo chiều kim đồng hồ từ phía Bắc: Liebenburg, Schladen-Werla (Wolfenbüttel), Osterwieck (Harz, Saxony-Anhalt), Bad Harzburg, Clausthal-Zellerfeld (Oberharz), và Langelsheim.

### Hành chính
Thị xã hiện tại bao gồm 18 đơn vị hành chính (Stadtteile):
| - Phố cổ (phường thượng, hạ và trung tâm thị xã) - Rammelsberg với Siemensviertel và Rosenberg - Georgenberg với Kattenberg - Steinberg - Sudmerberg - Jürgenohl với Kramerswinkel - Baßgeige - Ohlhof | Được thành lập năm 1972: - Hahndorf với Grauhof - Hahnenklee với Bockswiese - Jerstedt - Oker Được thành lập năm 2014: - Immenrode - Lengde - Lochtum - Vienenburg với Wöltingerode và Wennerode - Weddingen - Wiedelah |

## Lịch sử
Khai thác quặng sắt phổ biến ở vùng Harz từ thời La Mã. Những bằng chứng sớm nhất được biết đến về khai thác quặng và nấu chảy có niên đại từ thế kỷ thứ 3 sau Công nguyên. Những đồ vật chôn cất cổ đại làm từ quặng khai thác ở Harz thậm chí còn được phát hiện trong các cuộc khai quật ở Anh. Khu định cư trên con lạch Gose lần đầu tiên được đề cập trong một chứng thư năm 979 do Hoàng đế Otto ban hành. Nó nằm ở quê hương Sachsen của Vương triều Otto và có lẽ một cung điện hoàng gia (Königspfalz) đã tồn tại ở địa điểm này. Nó thậm chí còn trở nên quan trọng hơn khi các mỏ bạc rộng lớn được phát hiện tại Rammelsberg gần đó, ngày nay là một bảo tàng khai thác mỏ.
Khi hậu duệ của Otto là Heinrich II bắt đầu triệu tập công nghị Hoàng gia tại cung điện Goslar từ năm 1009 trở đi. Goslar dần dần thay thế Cung điện hoàng gia Werla như một địa điểm trung tâm của các hội nghị ở Sachsen. Sự phát triển lại được thực thi bởi hoàng đế Salier (Tây Franconia) Konrad II, người từng được bầu là vua La Mã Đức, đã tổ chức lễ Giáng sinh năm 1024 tại Goslar và đặt nền móng cho Cung điện Hoàng gia Goslar mới (Kaiserpfalz Goslar) vào năm sau đó.
Goslar trở thành nơi ở yêu thích của con trai Konrad II là Heinrich III, người đã ở lại cung điện khoảng hai mươi lần. Tại đây ông đã tiếp vua Péter của Hungary cũng như các sứ giả của hoàng tử Yaroslav của Kiev, tại đây ông đã bổ nhiệm các giám mục và công tước. Con trai của ông và người kế vị Heinrich IV được sinh ra tại đây vào ngày 11 tháng 11 năm 1050. Heinrich cũng có nhà thờ chính tòa Goslar do Đức Tổng Giám mục Hermann II của Köln xây dựng và thánh hiến vào năm 1051. Không lâu trước khi qua đời vào năm 1056, Heinrich III đã gặp Giáo hoàng Victor II trong nhà thờ, nhấn mạnh sự hợp nhất của quyền lực thế tục và giáo hội. Trái tim của ông được chôn cất tại Goslar, còn thi hài của ông cất giữ trong hầm mộ của gia tộc Salier ở Nhà thờ chính tòa Speyer. Nhà thờ chỉ có mái hiên phía bắc còn sót lại trong tòa nhà chính đã bị phá bỏ vào đầu thế kỷ 19.

## Kết nghĩa
- Arcachon, Pháp (từ năm 1965)
- Beroun, Cộng hòa Séc (từ năm 1989)
- Brzeg, Poland (từ năm 2000)
- Ra'anana, Israel (từ năm 2006)
- Windsor and Maidenhead, Vương quốc Anh (từ năm 1969)